# Österreichische Expeditionsfahrten
In der zweiten Hälfte des 19. Jahrhunderts unternahmen österreichische Kaufleute und die Österreichische Marine Expeditionen in die Nordpolarregion und nach Südasien mit kolonialen Hintergedanken. Trotz seiner ab 1374 bestehenden Anbindung an die Adria und der Unterstellung der Hafenstadt Triest im Jahre 1382 unter österreichische Herrschaft waren die Habsburger als Herrscher der Großmacht Österreich jahrhundertelang nicht an einer Ausdehnung ihrer Herrschaft nach Übersee interessiert – im Gegensatz zu den meisten anderen europäischen Mächten. Erst im 18. Jahrhundert hatte Österreich bescheidene Ansätze einer auf die Weltmeere gerichteten Kolonialpolitik unternommen, die jedoch noch im gleichen Jahrhundert wieder aufgegeben wurden.

## Österreichische Kolonialgeschichte (18. Jahrhundert)
Kaiser Joseph II. hatte Wilhelm Bolts und dem Grafen Proli die Gründung der Ostindischen Compagnie mit Sitz in Triest gestattet. Wilhelm Bolts wurde vom Kaiser zum Obristleutnant ernannt. Die österreichische Ostindische Compagnie schickte in den Jahren 1777/78 das Schiff Theresia und Joseph auf Reise, für den Erwerb von Land und der Begründung von Handelsniederlassungen an den Küsten von Afrika und Asien. In der Delagoa-Bucht in Ostafrika begründete Wilhelm Bolts eine Faktorei und erwarb das Küstengebiet von Kanara im südwestlichen Indien. Bolts nahm auch die Inselgruppe der Nikobaren im Golf von Bengalen für die Ostindische Compagnie in Besitz. Die Delagoa-Bucht ging aber schon 1781 wieder verloren und nach dem Zusammenbruch der Gesellschaft im Jahre 1785 lösten sich auch die anderen Niederlassungen der österreichischen Ostindienkompanie wieder auf.

## Österreichische Kolonialgeschichte (19. Jahrhundert bis 1866)
1802 wurde in Wien die Österreichisch-Westafrikanische Seehandelsgesellschaft gegründet. Der deutsche Kaiser Franz II. stellte der Gesellschaft ein Handelsprivileg auf 25 Jahre aus und 1803 verließ ein Schiff der Gesellschaft Triest mit Ziel Afrika zur Erkundung Westafrikas für die Anlage von Faktoreien, als auch für die Gründung einer Kolonie. Als aber das Schiff zurückkehrte, und aus den Erkundungen entsprechende Schlüsse gezogen werden sollten, war durch die Kriegslage mit dem napoleonischen Frankreich eine Weiterführung der Unternehmung unmöglich geworden.

### Expedition gegen Marokko
1829 kam es zu einer österreichischen Marineexpedition gegen Marokko, um ein durch Korsaren gekapertes Schiff und seine Besatzung freizukämpfen. Damit waren jedoch keine Okkupationsziele verbunden.

### Novara-Expedition
Unter dem Kommando des Commodore von Wüllerstorf-Urbair startete die Fregatte Novara im April 1857 von Triest zu einer Forschungsreise um die Welt. Ziel der Expedition war es auch die Nikobaren im Indischen Ozean als österreichische Kolonie zu nehmen. 1858 fuhr die Novara die Nikobaren an, aber zu einer österreichischen Übernahme der Inseln kam es nicht. Im August 1859 kehrte das Schiff mit umfangreichen Forschungsergebnissen von seiner Weltumseglung zurück.

## Österreichisch-Ungarische Expeditionsfahrten mit wissenschaftlichem Schwerpunkt

### Österreichisch-Ungarische Nordpolexpedition

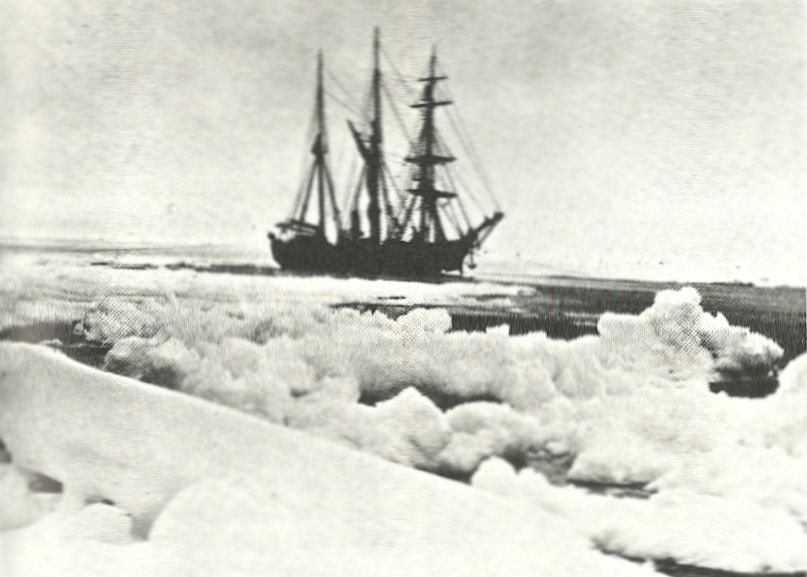
Bei der Nordpolexpedition wurde die Admiral Tegetthoff im Eis aufgegeben

1872 ging eine österreichische Expedition mit dem Schoner Admiral Tegetthoff auf eine Fahrt in die Arktis. Nachdem das Schiff über ein Jahr im Packeis eingeschlossen war, konnte ein Teil der Besatzung am 2. November 1873 zu Fuß über das Eis die von ihnen Franz-Joseph-Land genannte Inselgruppe im Nordpolarmeer erreichen und beanspruchte sie mit dem Hissen der rot-weiß-roten Flagge für Österreich-Ungarn. Österreich verzichtete aber auf die Ausübung seines vermeintlichen Besitzrechtes an den Inseln zugunsten Russlands.

### Österreichisch-Ungarische Tiefsee-Expeditionen
Die Österreichisch-Ungarischen Tiefsee-Expeditionen von 1890 bis 1898, auch Pola-Expeditionen genannt, gehörten zu den ozeanographischen Expeditionen, die unter dem Eindruck der wissenschaftlich ergebnisreichen britischen Challenger-Expedition (1872 bis 1876) am Ende des 19. Jahrhunderts von verschiedenen Staaten durchgeführt wurden. Die von der Österreichischen Akademie der Wissenschaften organisierten Seereisen führten auf der SMS Pola ins östliche Mittelmeer, die Adria und das Rote Meer. Die Pola-Expeditionen sind eng verbunden mit dem Namen ihres wissenschaftlichen Leiters, des Wiener Ichthyologen Franz Steindachner. Der Großteil des mitgebrachten Materials befindet sich heute in den Sammlungen des Naturhistorischen Museums Wien.

## Kolonialpolitische Expeditionen und Kanonenbootpolitik seit 1867

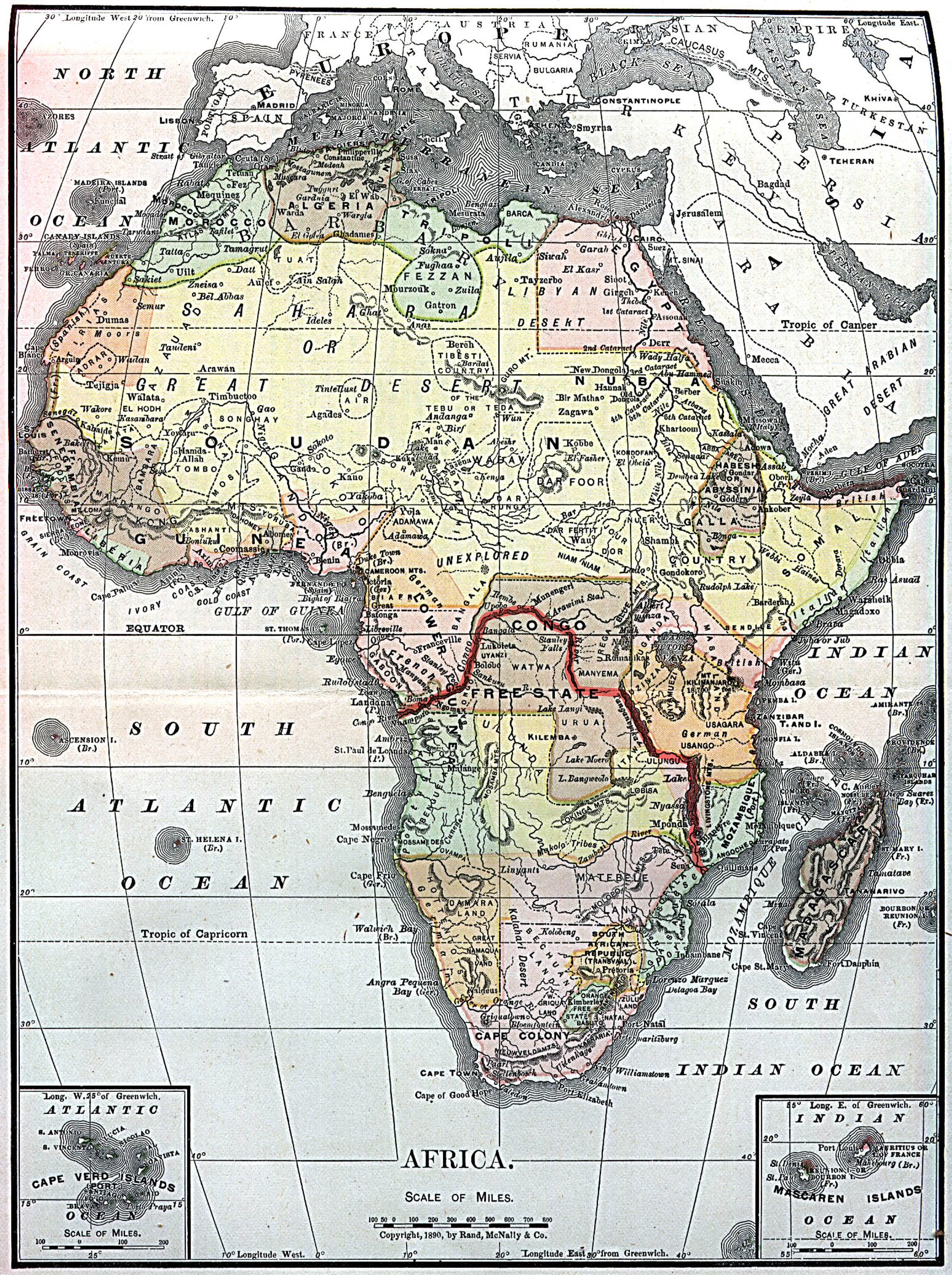
Route der von Oskar Lenz geführten Österreichischen Kongo-Expedition, 1885–87 (Karte: 1890)

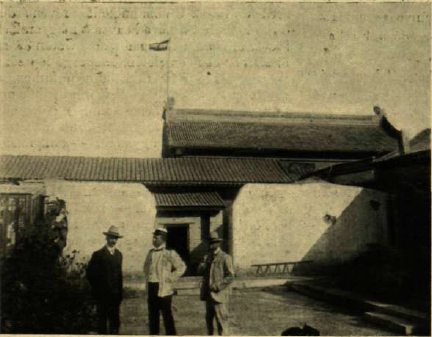
Flagge Österreich-Ungarns auf der österreichischen Marinekommandantur im Konzessionsgebiet von Tientsin (1903)

Der österreichische Geschäftsmann Gustav Freiherr von Overbeck wollte Anfang der 1870er Jahre Land im Nordosten der Insel Borneo für die österreichische Monarchie erwerben und ersuchte die Regierung in Wien um eine Übernahme des Landes als österreichische Kolonie. Österreich schickte daraufhin die Korvette Erzherzog Friedrich nach Asien, um das von Overbeck vorgesehene Land zu erkunden. Nach einem Gefecht mit Eingeborenen an der Küste von Borneo, an der Mündung des Flusses Siboku, am 7. Mai 1875, endete das Interesse Wiens an einer Kolonie auf Borneo und der dortige Herrscher, der Sultan von Sulu, überließ 1878 das Gebiet einer britischen Gesellschaft, woraus die englische Kolonie Britisch-Nordborneo wurde.
1884 ging die österreichische Korvette Helgoland auf Erkundungsfahrt nach Westafrika ohne aber Land zu erwerben. 1884 und 1885 besuchte die österreichische Korvette Aurora Brasilien und die La-Plata-Staaten, um kommerzielle Studien zwecks der Anknüpfung von Handelsbeziehungen zu betreiben.
Die unter der Leitung von Oskar Lenz 1885–1887 durchgeführte Österreichische Kongo-Expedition befuhr und kartografierte weite Teile des Kongo-Stroms. Lenz war von der k.k. geographischen Gesellschaft beauftragt worden. Die Expedition führte zu keinen österreichischen Besitzansprüchen.
1893 erkundete die Korvette Saida und 1896 das Kanonenboot Albatros die Insel Guadalcanal im Pazifik, in der Hoffnung dort Nickel zu finden. Die Expedition von 1896 stand unter der Leitung des Wissenschaftlers Heinrich Freiherr Foullon de Norbeeck und verließ den österreichischen Hafen Pola am 2. Oktober 1895. Diese Expedition fand aber nach einem Gefecht mit Einheimischen im Inneren der Insel am 10. August 1896, bei dem fünf Österreicher, unter ihnen de Norbeeck, ums Leben kamen, ihr Ende. 1901 errichtete die Marine von Österreich-Ungarn ein Steinkreuz auf der Insel mit der Aufschrift: „Dem Andenken der im Dienste der Wissenschaft beim Kampfe am Fuße des Berges Tatube heldenmütig gefallenen Mitglieder der Expedition S.M.S. Albatros.“
1899 schickte die österreichische Regierung den Kreuzer Kaiserin Elisabeth nach China, mit der Erwägung, „ob Österreich nach deutschem Muster einen chinesischen Hafen pachten solle, um den Handel mit Ostasien zu fördern“. Deutschland hatte 1897 das Gebiet von Tsingtau in China als Pachtgebiet erworben. Österreich musste sich aber dann damit begnügen, wie andere europäische Mächte in der chinesischen Hafenstadt Tientsin am 11. Februar 1901 ein Konzessionsgebiet im Internationalen Settlement der Stadt zu erwerben. Während des Ersten Weltkrieges zog China diese und auch die deutsche Konzession 1917 wieder ein.